# L.O.C.A.
L.O.C.A. é um filme brasileiro de 2021, do gênero comédia, dirigido e escrito por Cláudia Jouvin. É uma história sobre mulheres que foram enganadas por homens e se juntam para planejar uma vingança. É protagonizado por Mariana Ximenes, Roberta Rodrigues e Débora Lamm.

## Sinopse
Enquanto participam de uma reunião da Liga das Obsessivas Compulsivas por Amor, ou apenas L.O.C.A., Manuela (Mariana Ximenes), Elena (Débora Lamm) e Rebeca (Roberta Rodrigues) se conhecem e percebem que possuem muitas coisas em comum: todas as três sofreram grandes decepções amorosas. Dessa amizade surge a ideia de se unirem e planejarem uma vingança contra os homens que as enganaram.

## Elenco
| Ator/Atriz              | Personagem                                |
| ----------------------- | ----------------------------------------- |
| Mariana Ximenes         | Manuela Garcia (Manu)                     |
| Débora Lamm             | Elena                                     |
| Roberta Rodrigues       | Rebeca                                    |
| Fábio Assunção          | Carlos                                    |
| Luís Miranda            | Edson                                     |
| Érico Brás              | Jorge                                     |
| Valentina Bandeira      | Joana Garcia                              |
| Victor Lamoglia         | Otávio da Cunha                           |
| Gisele Fróes            | Sônia                                     |
| Otávio Müller           | Estevão                                   |
| Participações especiais |                                           |
| Maria Luísa Mendonça    | Vera                                      |
| Cris Vianna             | Marília                                   |
| Heslaine Vieira         | Kika                                      |
| Miá Mello               | Lídia, esposa de Carlos                   |
| Kiko Mascarenhas        | Ernesto, marido de Vera                   |
| Rafael Zulu             | Maciel, bombeiro que salva Manu da árvore |

## Produção
É uma coprodução entre as produtoras Conspirações Filmes e Globo Filmes. O filme é produzido, escrito e protagonizado por mulheres. Cláudia Jouvin assina a direção e roteiro do filme e explica que o filme não se trata de uma comédia romântica onde as mulheres são submissas. Segundo Jouvin, o filme é montado sob uma ótica onde as mulheres resolvem os conflitos da trama e tomam controle da situação.
As filmagens começaram em dezembro de 2018 tendo suas locações inteiramente na cidade do Rio de Janeiro.

## Lançamento
O filme teve sua estreia em 15 de agosto de 2021, diretamente em plataformas de streaming e também na rede de canais Telecine.